# CC Oeiras
CC Oeiras (voluit: Clube de Corfebol de Oeiras) is een Portugese korfbalclub. Meerdere malen werden zij Portugees kampioen, waardoor zij ook meerdere malen meededen aan de Europese competitie. Oeiras is achter NC Benfica de meest succesvolle Portugese korfbalclub.

## Erelijst
- Portugees kampioen, 5x (1997, 2006, 2008, 2009, 2010)

## Europees
De ploeg deed een aantal keer mee aan de Europacup. Dit deden ze in 1998, 2007, 2009, 2010 en 2011. 
In de 2009 editie won de ploeg de bronzen medaille. Dit was hun beste resultaat op Europees clubniveau.